# Cuộn bắp tay

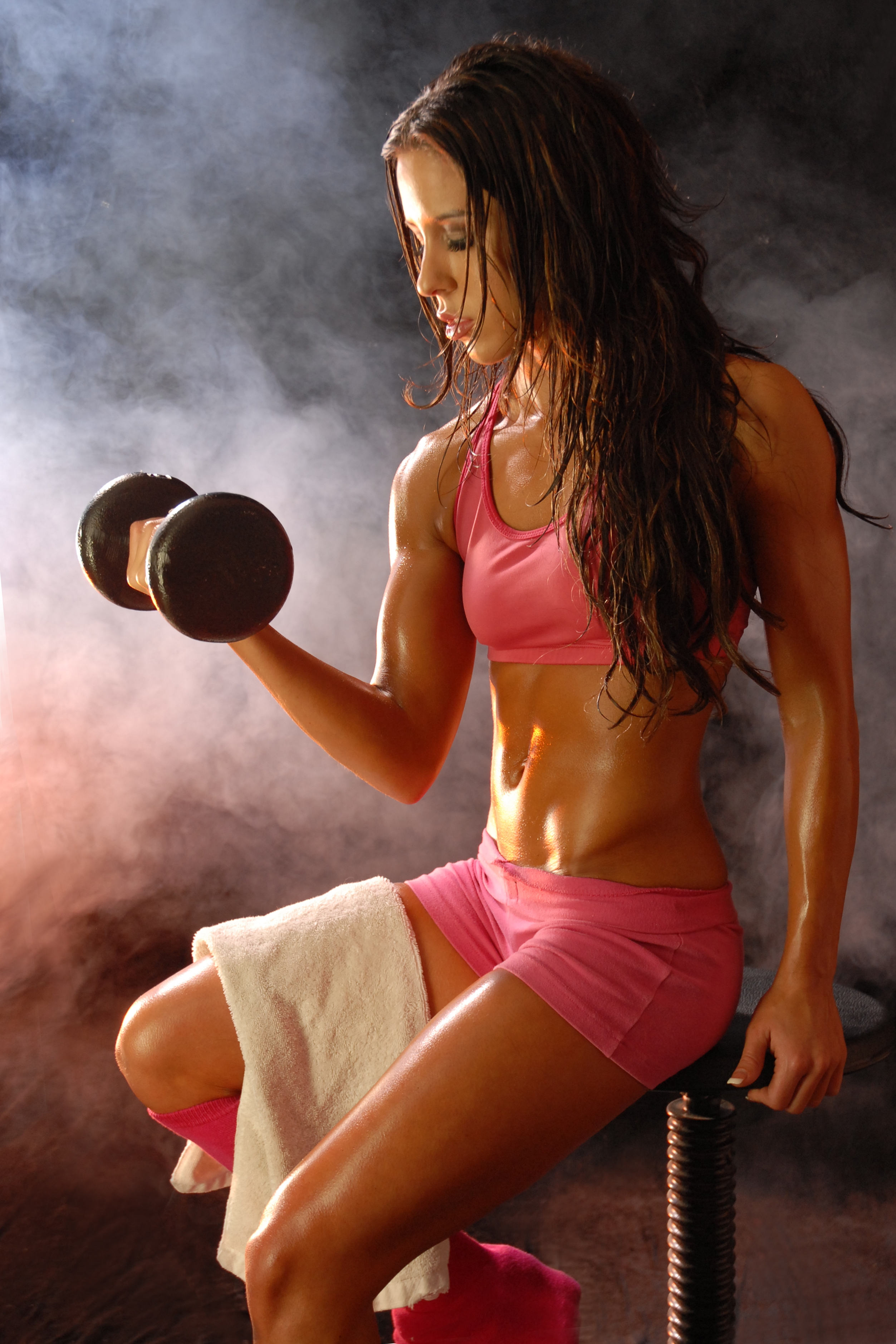
Bài tập cuộn tay trước với tạ đơn hay còn gọi là cuộn tạ tay (Dumbbell curl) là bài tập cơ bản của người tập tạ

Cuộn bắp tay (Bicep curl) là một nhóm các bài tập tập tạ mà người tập sẽ gập (cuộn) cánh tay vào phía khuỷu tay để làm cho cơ nhị đầu (bắp tay trước) khỏe hơn thông qua việc tạo áp lực lên bắp tay trước (bắp chuột) nhằm kích thích tăng trưởng cơ bắp. Bài tập cuộn bắp tay chủ yếu nhắm vào các cơ cơ nhị đầu cánh tay, cơ cánh tay và cơ cánh tay quay. Cơ nhị đầu khỏe hơn khi gập khuỷu tay khi cẳng tay giãn ra (lòng bàn tay hướng lên trên) và yếu hơn khi cẳng tay co rút lại. Cơ brachioradialis có hiệu quả nhất khi lòng bàn tay hướng vào trong và cơ brachialis không bị ảnh hưởng bởi sự xoay của cẳng tay nên mức độ xoay của cẳng tay ảnh hưởng đến mức độ huy động cơ giữa ba nhóm cơ. Đây là bài tập cơ bản quan trọng để phát triển cơ bắp tay trước và thường xuất hiện trong chương trình tập luyện của người tập thể hình. Để thực hiện bài tập này, thì có thể sử dụng các loại tạ khác nhau như tạ đơn (Dumbbell), tạ bình vôi (Kettlebell), tạ đòn (Barbell). Các bài cuộn bắp tay cùng với bài tập đẩy ngực là những bài tập tạ cơ bản để phát triển những nhóm cơ chính, các bài tập này dễ thực hiện nên thường được dành cho những người mới bắt đầu tập tạ trước khi tập các bài phức tạp hơn để phát triển những nhóm cơ khác.

## Đại cương

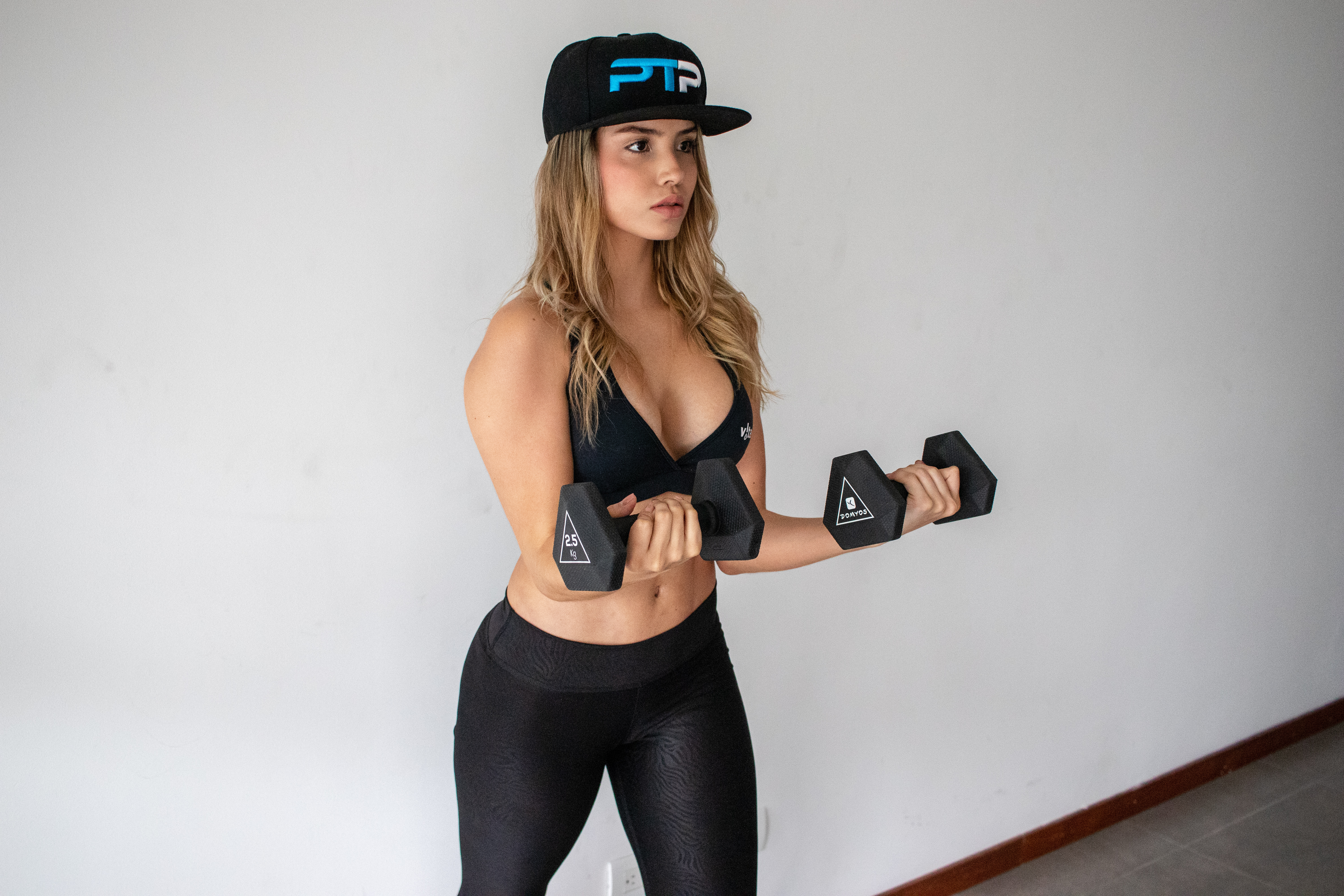
Bài tập cuộn bắp tay với tạ đơn (tạ lục lăng)

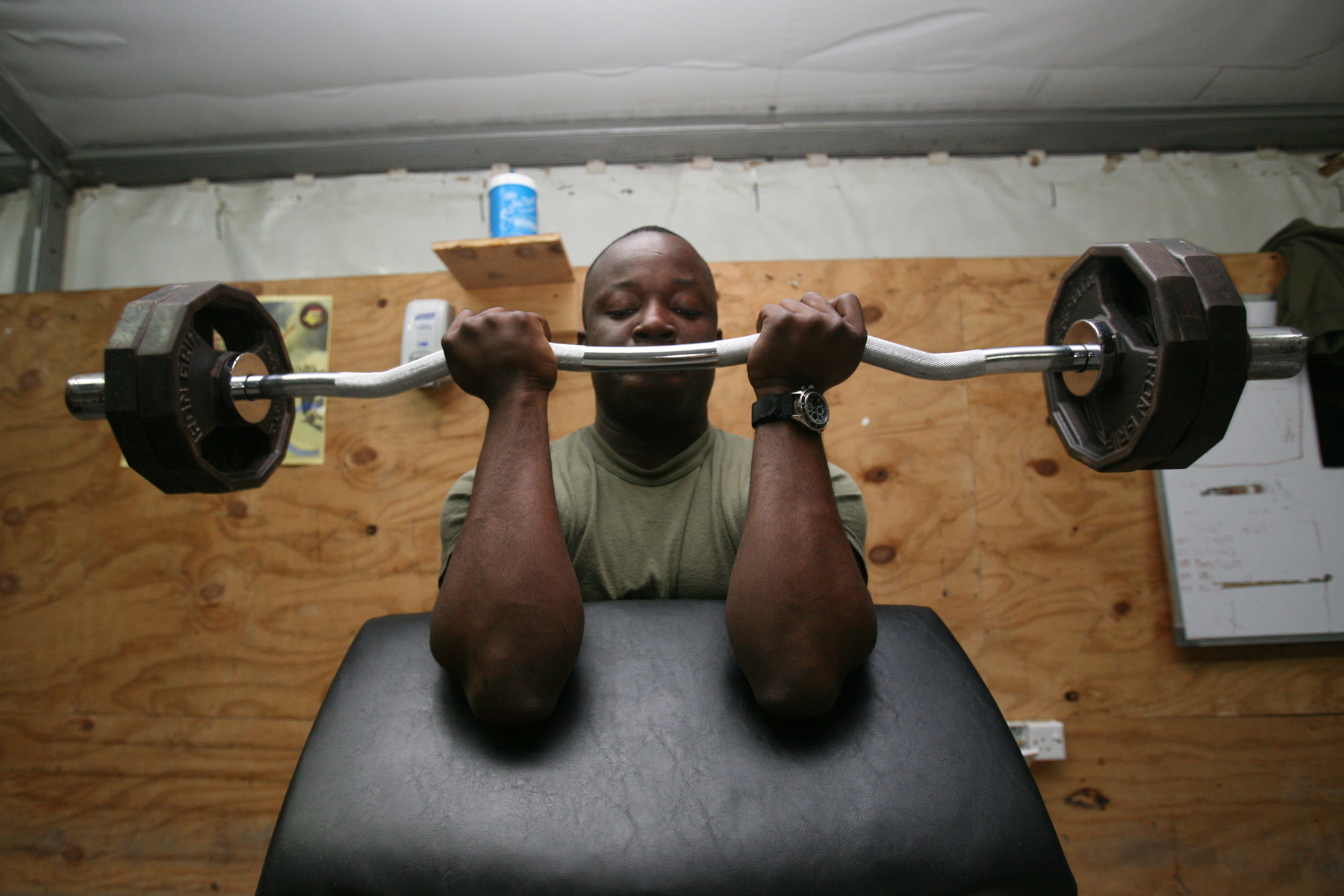
Bài tập Preacher Curl bằng tạ đòn hình thanh đòn lượn sóng (thanh tạ chữ Z)

Biceps Curl (bài tập cuốn tạ tập cơ tay trước) được đánh giá là bài tập rèn luyện sức mạnh rất tốt cho cơ bắp tay trước. Với động tác uốn cong cẳng tay, giúp tăng cơ bắp tay trước một cách hiệu quả. Việc kiểm soát động tác khi cầm và thả tạ trong Biceps Curl đảm bảo tác động chủ yếu lên phần cơ bắp tay trước, giúp định hình cánh tay và phát triển sức mạnh. Không chỉ tác động chính lên bắp tay trước mà còn giúp cơ tam đầu (cơ bắp tay sau) phát triển mạnh mẽ. Việc hạ tạ xuống một cách kiểm soát đặc biệt quan trọng để tăng cường phát triển cơ tam đầu. Thực hiện bài tập này thường xuyên giúp tăng cường sức mạnh toàn diện của cơ thể. Đồng thời, hoạt động này đốt cháy một lượng calo nhất định, giúp cơ thể trở nên khỏe mạnh, linh hoạt, và giảm mỡ bụng hiệu quả.
Bài tập thuộc nhóm bài tập kéo, tác động đến nhóm cơ bắp chính là tay trước (Biceps) và tác động lên các nhóm cơ phụ gồm cẳng tay, vai, cơ tam đầu, tập thường xuyên sẽ giúp phần cơ bắp tay trước trở nên khỏe mạnh, cơ bắp nở nang săn chắc và cắt nét khối cơ được rõ ràng hơn. Khi tập bài cuốn bắp tay trước cần lưu ý khởi động trước tập với những bài tập như xoay các khớp, chạy bộ tại chỗ, vặn người. Nên tập đan xen nhiều nhóm cơ, nhiều bài tập để cơ thể phát triển toàn diện. Hít thở đúng cách, tập luyện đúng kỹ thuật và siết cơ bắp tay khi tập. Sau thời gian tập thì nên tăng cường độ tập để có hiệu quả. Không nên tập cơ bắp tay trước quá nhiều và liên tục bởi nhóm cơ nào cũng cần thời gian phục hồi, mỗi tuần chỉ nên tập bắp tay từ 2-3 buổi. Chú ý cung cấp chất dinh dưỡng đầy đủ protein để cơ bắp phát triển. Uống đủ nước trong suốt quá trình tập.
Bắt đầu với tư thế đứng thẳng, khoảng cách hai chân rộng bằng hông và mặt nhìn về phía trước. Nâng thanh tạ với khoảng cách hai tay rộng ngang vai, lòng bàn tay hướng về phía trước, khuỷu tay gần với thân người và hai tay duỗi hai bên sao cho vị trí thanh tạ ở phía trước đùi. Khuỷu tay hơi cong, không khóa khớp (khóa khủy tay) và đây là vị trí bắt đầu của bài tập. Giữ cho tư thế thân người vẫn thẳng, cố định hai bắp tay và từ từ cuộn cẳng tay để nâng thanh tạ lên về phía ngực, cho đến khi bắp tay co lại hết cỡ. Thở ra khi thực hiện động tác này và phải siết chặt bắp tay, giữ lại vị trí đó trong vòng một vài giây. Chỉ di chuyển cẳng tay khi thực hiện động tác, thân người và bắp tay vẫn giữ nguyên vị trí. Sau khi đã dừng lại một vài giây ở vị trí trên cùng, hít vào và từ từ duỗi tay để đưa thanh tạ về vị trí bắt đầu của bài tập. Dừng lại một giây ở vị trí dưới cùng và sau đó lặp lại toàn bộ động tác để tiếp tục bài tập cho đến khi đạt đủ số lần tập.

## Các bài tập

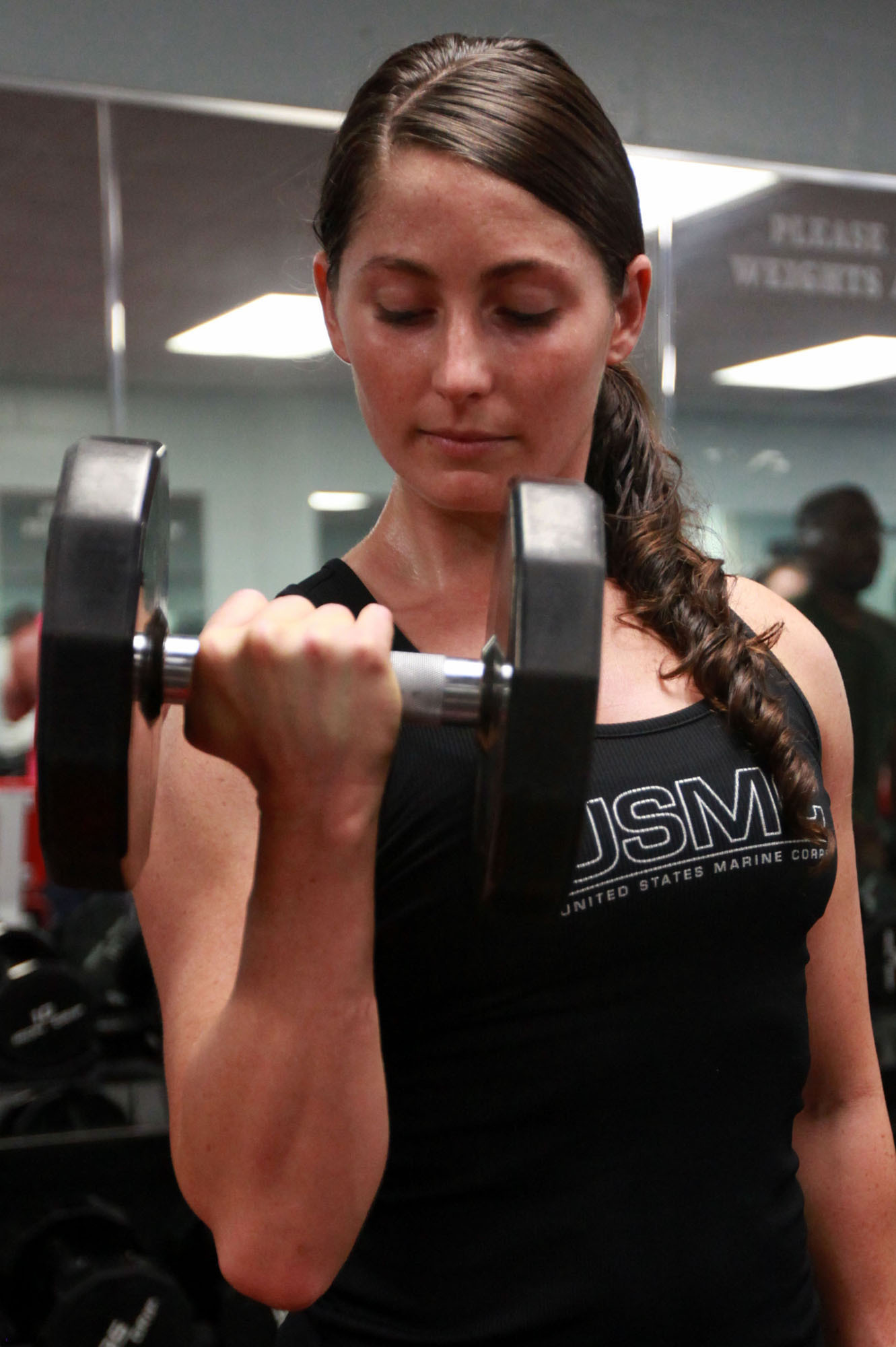
Bài tập cuộn tay cơ bản với tạ đơn

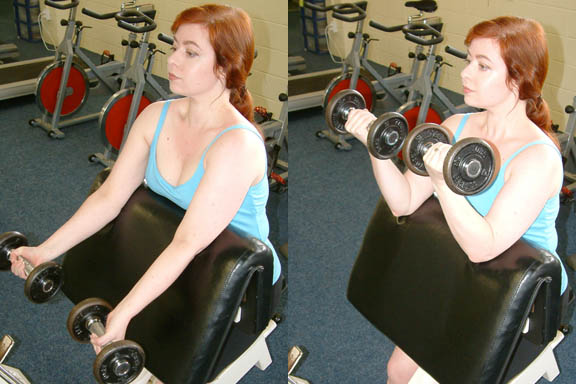
Preacher Curl bằng tạ đơn

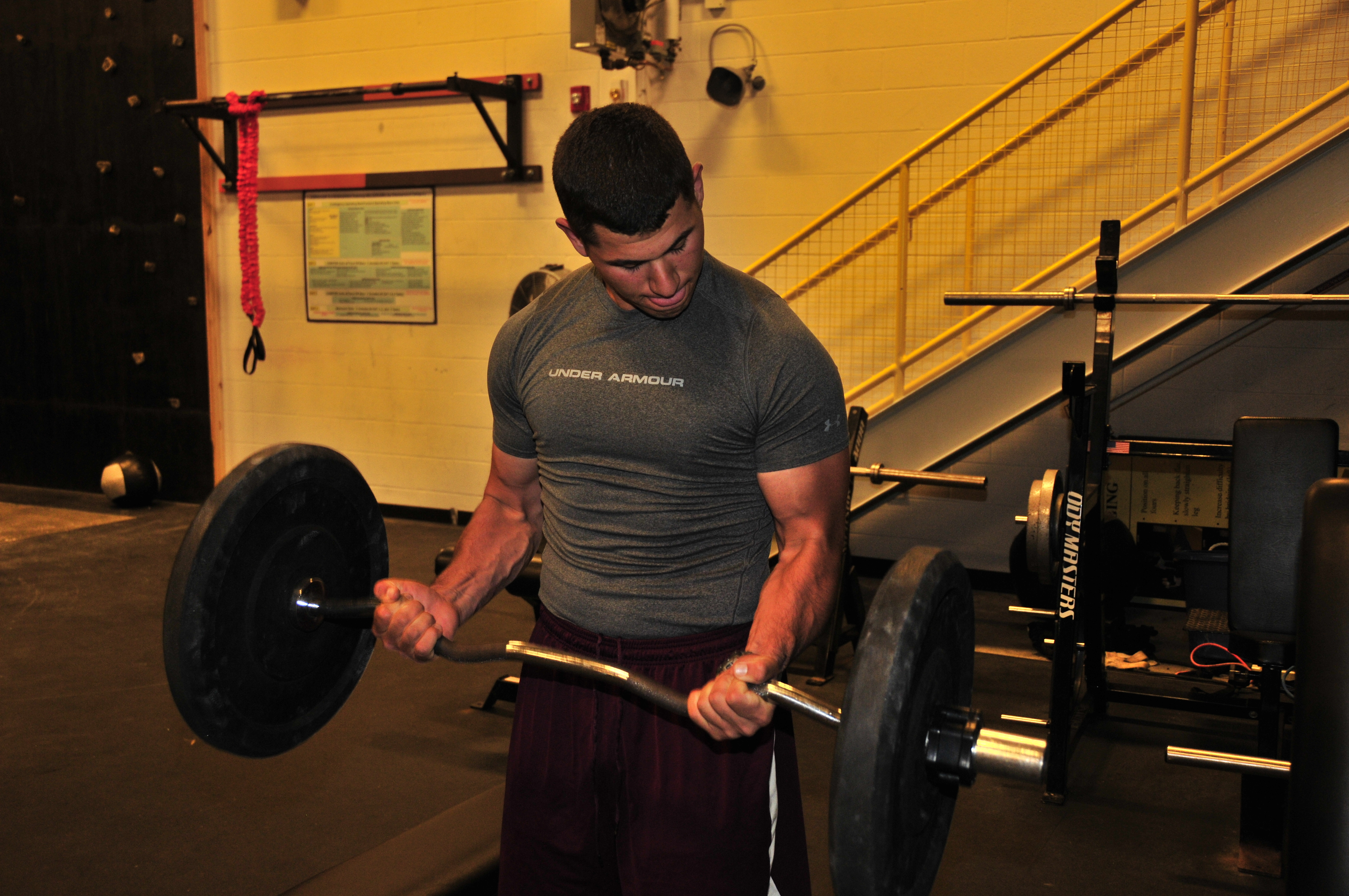
Bài tập cuộn bắp tay với tạ đòn (tạ đòn gánh)

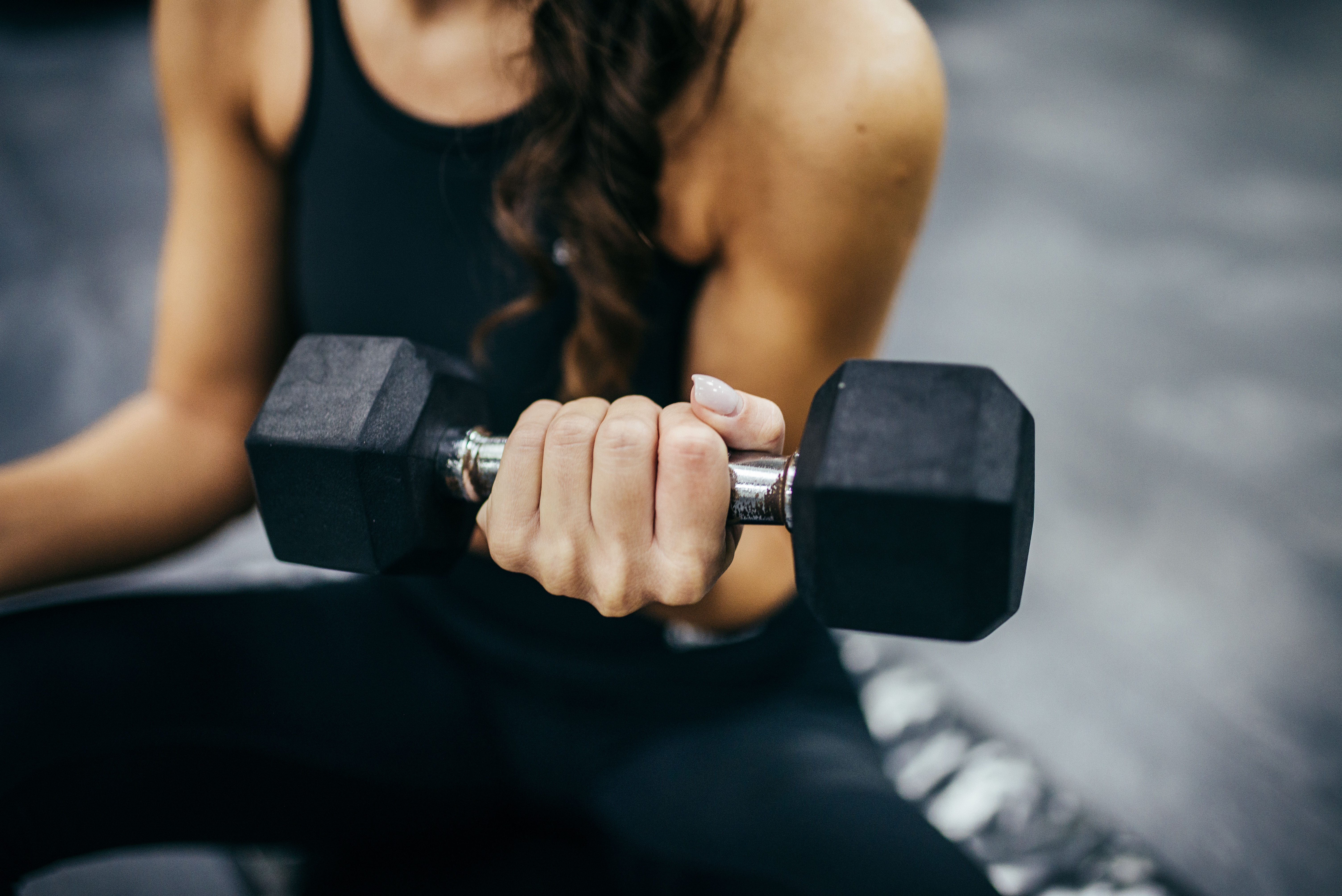
Siết cơ với tạ tay qua động tác cuộn bắp tay trước

- Bài tập cuộn tạ tay (Dumbbell curl) hay cuộn bắp tay trước với tạ đơn (Dumbbell Biceps curl) và bài tập với các động tác khá cơ bản và phù hợp cho cả người mới tập. Cần lựa chọn hai quả tạ tay (tạ đơn) có trọng lượng bằng nhau và phù hợp với sức khỏe, khả năng tập luyện. Đối với người luyện tập với tạ bình vôi hay tạ nắp ấm (Kettlebell) thì lựa chọn trong lượng tạ thích hợp và thực hiện cách tập giống như bài tập cơ bắp tay trước với tạ tay (Dumbbell). Trong quá trình tập, phải giữ cố định thân người, chỉ di chuyển cẳng tay. Lưu ý tránh tập luyện quá sức, mỗi buổi tập tạ trước với tạ đơn chỉ nên kéo dài từ 30 phút đến 1 tiếng, mỗi tuần tập 1-2 buổi và sắp xếp thời gian nghỉ ngơi hợp lý để cơ bắp phục hồi.
- Bài tập cuộn tạ đòn (Barbell curl) hay cuộn bắp tay trước với tạ đòn (Barbell Biceps curl) hay đứng cuốn bắp tay với tạ đòn (Standing Barbell Curl) là bài tập tay trước với thanh tạ đòn (Barbell). Thực hiện bài tập này thường xuyên sẽ giúp cánh tay trở nên to và khỏe hơn. Trong quá trình thực hiện, việc sử dụng thanh tạ chữ Z hay còn gọi là thanh tạ lượn sóng (EZ curl bar) có thể mang lại hiệu quả tốt hơn.
- Bài tập cuốn tạ ngược tay (Reverse Barbell Curl): Cách thực hiện của bài tập này gần giống như bài tập cuộn tạ đòn (Barbell curl) cơ bản nhưng nó khó hơn một chút và khi tập thì nên chọn mức tạ thấp hơn. Với bài tập Reverse Barbell Curl này sẽ cầm thanh tạ với lòng bàn tay hướng vào phía thân người.
- Bài tập kéo dây kháng lực (Resistance Band Bicep Curls) là biến thể của bài cuốn tạ đòn (Barbell Curl) và thay vì sử dụng đòn tạ thì sẽ dùng đến dây đàn hồi (dây kháng lực) để tập luyện. Thiết bị là một sợi dây có chiều dài và lực dàn hồi phù hợp, sau đó hai chân đứng ở giữa sợi dây và hai tay cầm hai đầu sợi dây. Thực hiện động tác tương tự như tập cuốn tạ đòn (Barbell curl).
- Bài tập cuộn tạ búa (Hammer curl) không chỉ tác động đến cơ tay trước như bài tập tay trước như với động tác cuộn tạ đơn (Dumbbell Bicep Curl) mà còn giúp cẳng tay dày hơn và săn chắc hơn. Khi vào bài, người tập sẽ đứng thẳng, hai chân mở rộng bằng vai, hai tay cầm hai quả tạ đơn hướng lòng bàn tay vào nhau, sau đó ép cánh tay sát thân người, từ từ gập khuỷu tay để nâng tạ lên sao cho hai lòng bàn tay vẫn hướng vào nhau.
- Bài tập Alternating Hammer Curl còn có tên gọi khác là bài tập đứng cuốn tạ đơn tập tay trước: Là biến thể của động tác cuộn tạ búa (Hammer curl). Khi vào bài, người tập đứng thẳng, hai chân mở rộng bằng vai, hai tay nắm tạ đơn thả lỏng dọc theo thân người sao cho lòng bàn tay hướng vào nhau. Giữ cố định thân người, thở ra và gập tay phải đến khi tạ cao ngang vai.
- Bài tập tựa ghế cuộn tạ búa hay cuộn tạ búa dốc lên (Incline hammer curl): Là biến thể của động tác cuộn tạ búa (Hammer curl). Khi vào bài, người tập sẽ điều chỉnh ghế tập nghiêng vừa phải (khoảng 45 độ so với phương thẳng đứng) tạo độ dốc lên. Ngồi lên ghế, lưng tựa sát vào ghế, chân chống dưới sàn, hai tay nắm hai quả tạ đơn duỗi thẳng xuống sàn sao cho lòng bàn tay hướng vào người. Thở ra, cố định bắp tay, gập khuỷu tay lên đến khi tạ cao ngang vai, sau đó hít vào, từ từ hạ tạ về vị trí ban đầu.
- Bài tập nằm nghiêng gập tạ (Spider curl), tác động trực tiếp đến nhóm cơ tay trước và cơ liên sườn. Thực hiện bài tập này bằng việc nằm sấp lên ghế nghiêng (ghế tập gym chuyên dụng), hai tay cầm hai quả tạ đơn duỗi thẳng. Cố định thân người và bắp tay, gập khuỷu tay lên đến vị trí tạ cao nhất thì dừng khoảng 1-2 giây. Từ từ hạ tạ về vị trí ban đầu.
- Bài tập ngồi cuốn tạ hay cuốn ghế dốc (Preacher curl) là bài tập ngồi ghế dốc 45 độ để cuốn thanh tạ tập cơ tay trước trên đệm đỡ, đây là bài tập được áp dụng chủ yếu tại các phòng tập Gym, nơi có sẵn chiếc ghế tập tay trước chuyên dụng. Với cách tập này, sẽ ngồi vào ghế tập và thực hiện động tác gần tương tự như bài tập cơ bản. Nâng thanh tạ lên trên mặt ghế, cánh tay duỗi thẳng và vẫn phải đảm bảo cơ tay trước được căng. Cánh tay vuông góc với cơ thể, hít vào một (1) nhịp, giữ nhịp thở ổn định, nâng tạ lên thì thở ra và khi thả tạ xuống thì hít vào. Giữ cố định phần cánh tay phía trên và thân người. Dùng cơ tay trước co lại, kéo cẳng tay lên phía trên và đảm bảo 2 tay lên đều nhau giúp thanh tạ được thăng bằng, thở ra khi thực hiện động tác này.

Khi tập phải đảm bảo cẳng tay không lên quá cao hay chùng cơ tay trước sẽ làm mất lực căng tác động lên cơ tay trước. Dựa vững trên mặt đệm đỡ giúp cố định được cánh tay tốt hơn và cơ thể không bị lắc lư khi tập nặng. Các động tác của bài tập Preacher curl tác động trực tiếp lên nhóm cơ bắp tay trước (Biceps) giúp nhóm cơ này phát triển to tròn, vạm vỡ và săn chắc hơn. Cần lưu ý không nên bỏ chuyển động nào có trong bài Preacher curl, cánh tay nên dựa vững trên mặt đệm đỡ (dựa đệm cuộn tay) để đạt hiệu quả tốt. Không dùng quá nhiều sức nặng khi tập Preacher curl, việc dùng tạ quá nặng trong bài tập Preacher curl sẽ khiến người tập dễ gặp chấn thương như trật khớp, gãy xương cùng vai. Ngoài ra, tránh đặt cổ tay sai tư thế, tránh tạo áp lực trên cổ tay bằng cách giữ thẳng cổ tay, không để bị bẻ xuống trong quá trình chuyển động, khi không chú ý đến phần cổ tay, thường xuyên để cổ tay bị bẻ xuống trong quá trình nâng tạ hay hạ tạ sẽ tạo ra áp lực không cần thiết lên cổ tay.

## Hình ảnh

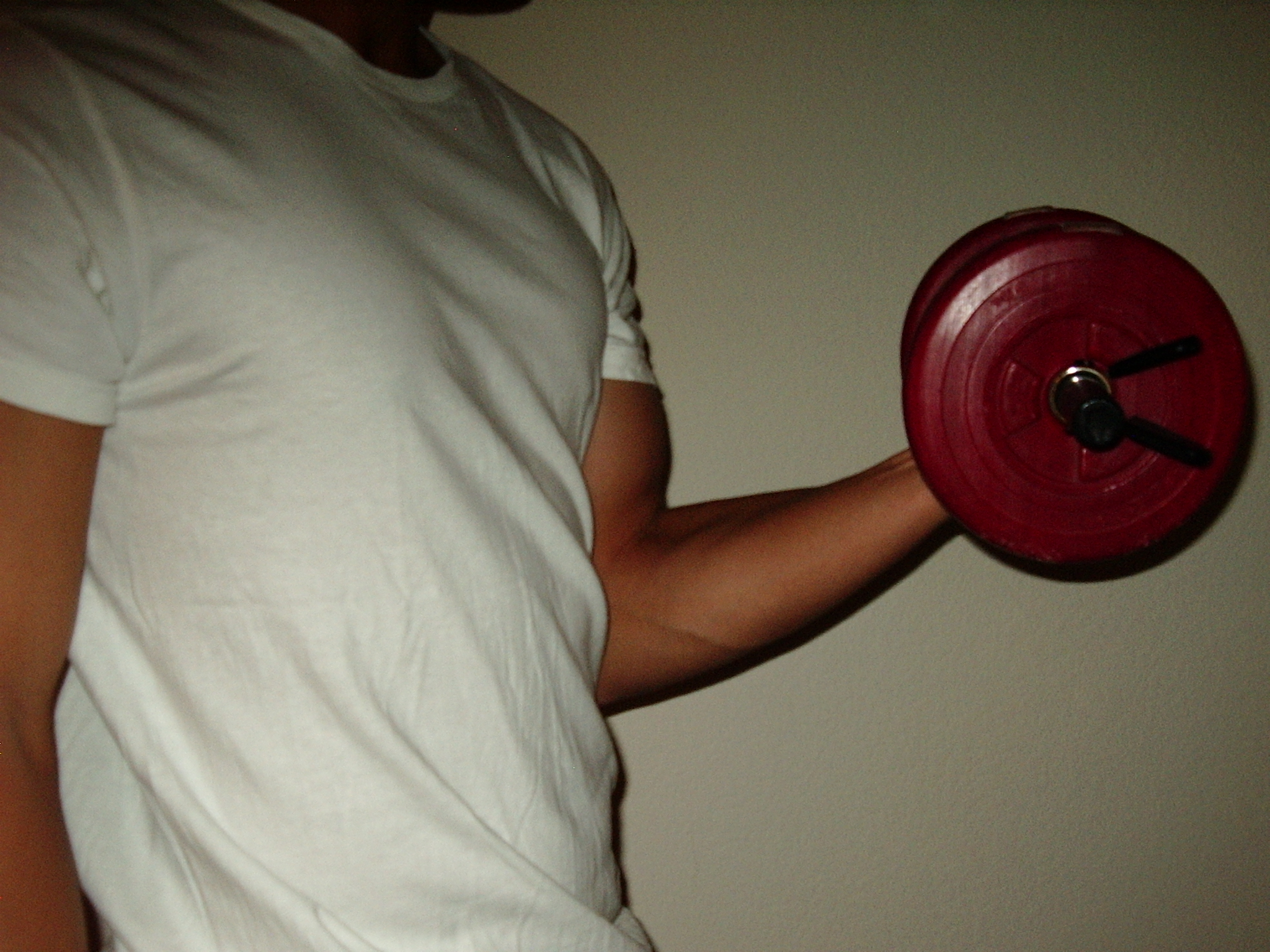
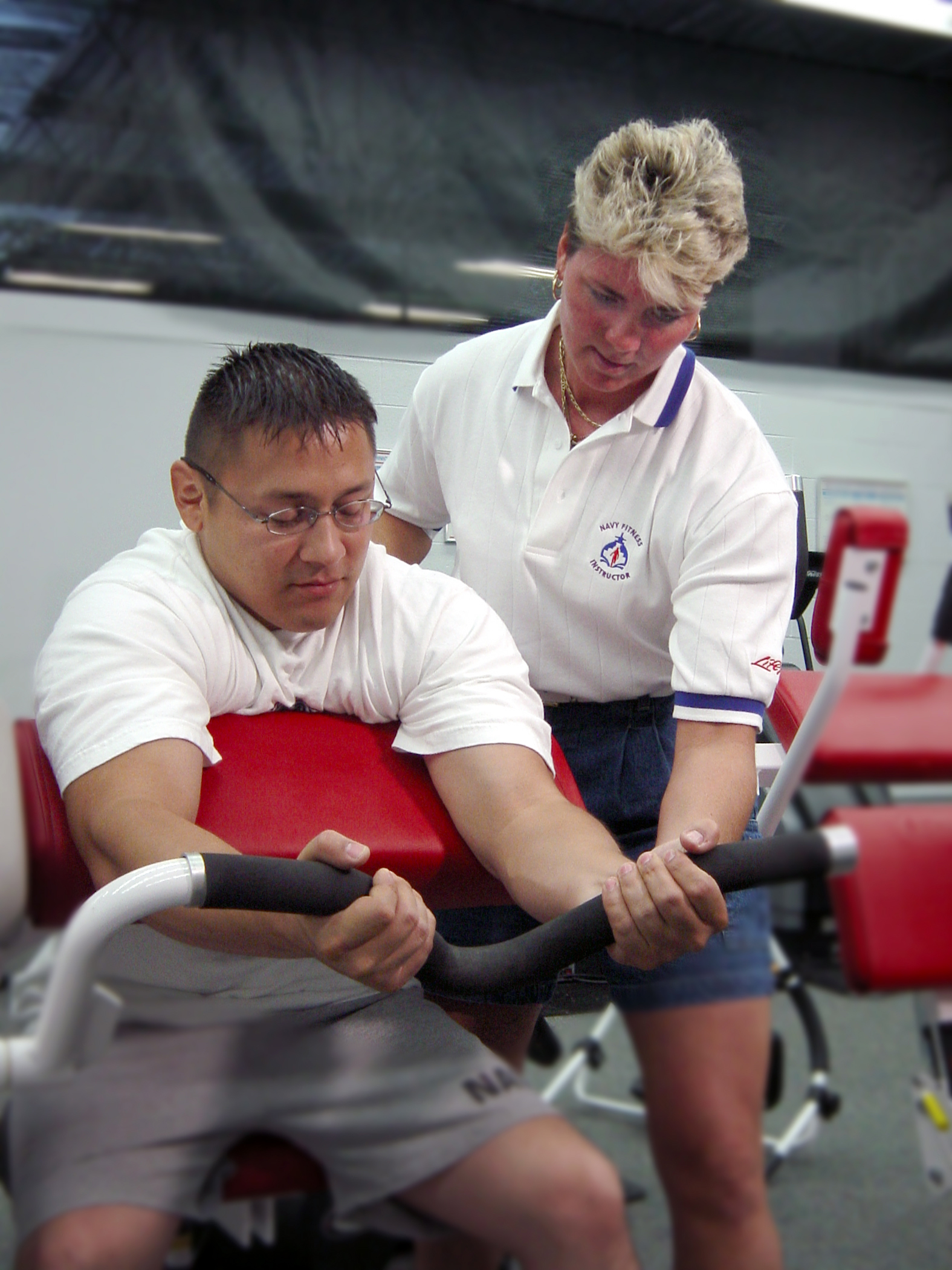
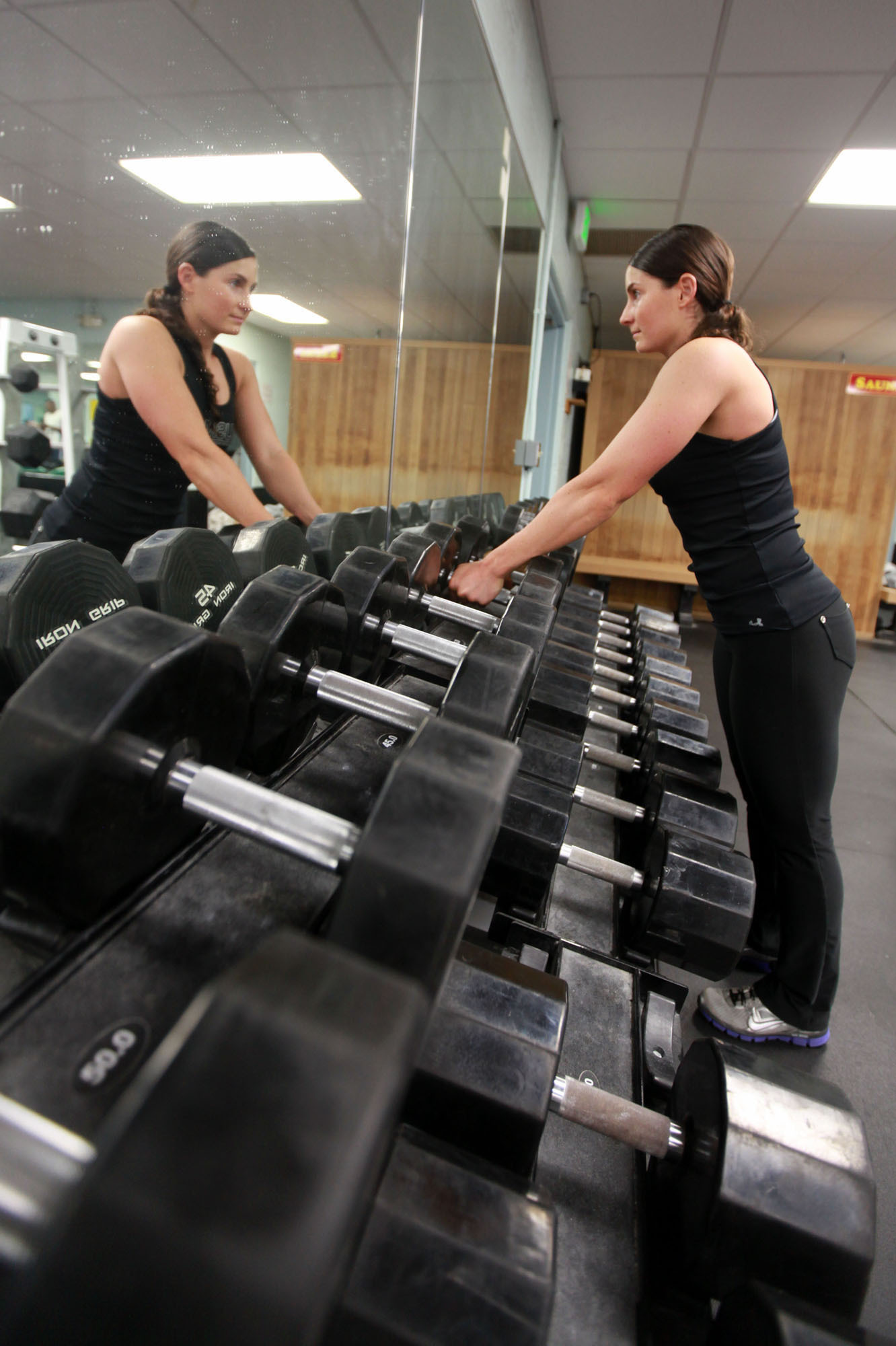